# Essenza (gruppo musicale)
(Carlo Rizzello in un'intervista del 2009)
Gli Essenza sono una heavy metal band italiana, formatasi nel 1993 per idea del chitarrista cantante Carlo Rizzello e del bassista Alessandro Rizzello. La band, che non ha mai raggiunto gli apici del successo commerciale, gode della stima degli appassionati delle sonorità “old school” a livello mondiale.

## Storia

### Prima fase
Gli “Essenza” si formarono a Spongano, comune della provincia di Lecce nel 1993, grazie ad un'idea del chitarrista Carlo Rizzello e del fratello, il bassista Alessandro Rizzello. Ricoprì il ruolo di batterista della band, sino al 2003, il giovanissimo Luca Rizzello, fratello dei due fondatori. Lo stile della band nei primi anni di attività si rifaceva ad un hard rock con influenze rock-blues, con il cantato in lingua italiana. Con questa formazione, la band incise due demo cd, “Essenza” e “Algoritmo60”, rispettivamente nel 1996 e nel 1998, e i due studio album (autoprodotti) Suggestioni (2000) e Contrasto (2002). In studio, Luca ha suonato delle parti minori di tastiera e violino. La band ricevette gli onori della critica specializzata e intraprese una fitta serie di concerti ed eventi mediatici su tutto il territorio nazionale.

### L'evoluzione
Nel 2003 Luca lasciò la band e venne sostituito dal batterista Paolo Colazzo, già coinvolto in progetti metal, fusion e progressive della scena underground locale e nazionale. Contemporaneamente, la band intraprese un nuovo corso, abbandonando definitivamente la lingua italiana per l'inglese. La nuova formazione registra, nel 2006 il live “XIII Anniversary Live”, che pone la basi per la pubblicazione dell'EP “Dance of liars”, il lavoro della svolta, in cui il nuovo stile del gruppo viene delineato chiaramente. Ispirato all'hard rock classico dei '70, caratterizzato dalla tecnica strumentale non indifferente del trio e da forti influenze thrash metal e power metal, l'EP viene accolto caldamente dal pubblico e porta la band nella scuderia dell'etichetta olandese BigMud Records. Nel maggio 2009 viene pubblicato e distribuito Devil's Breath, in cui gli spunti che avevano delineato l'evoluzione stilistica della band vengono definitivamente evidenziati e messi a fuoco. Grazie al successo riscontrato, la seconda ristampa del cd Devil's Breath avviene a meno di un mese dalla data di pubblicazione. Carlo e Alessandro sottoscrivonno un contratto di endorsment come testimonial italiani del prestigioso marchio di liuteria B.C. Rich nel 2013. Nell'aprile 2014 la band pubblica, su etichetta SG Records, il nuovo album "Blind Gods and Revolutions".

## Influenze musicali e tematiche dei testi
Stando alle dichiarazioni della band stessa, la musica degli Essenza attinge principalmente da tre filoni: l'hard'n'heavy anni '70 di Black Sabbath, Deep Purple, Rainbow, l'hard rock degli '80 (Van Halen, Mr. Big, Whitesnake) e il metal classico (Iron Maiden, Megadeth, Rage). Le tematiche trattate nelle canzoni degli Essenza riguardano principalmente lo strapotere dei mass media e il risveglio della coscienza individuale; tuttavia, nella discografia passata come in quella recente non mancano cenni alle problematiche ambientali e allo stile di vita rock and roll.

## Formazione

### Formazione attuale
- Carlo Rizzello - voce, chitarra
- Alessandro Rizzello - basso
- Paolo Colazzo - batteria

### Ex componenti
- Luca Rizzello – batteria, tastiere, violino (1993-2003)

## Discografia

### Album studio
- Suggestioni (2000)
- Contrasto (2002)
- Devil's Breath (2009)
- Blind Gods and Revolutions (2014)

### Demo
- Essenza (1996)
- Algoritmo60 (1998)

### EP
- Dance of Liars (2007)

### Live
- XIII Anniversary Live (2006)

### Partecipazioni in compilation
- Kick vol. I (2000)
- Assalto all'Arma Bianca I (2003)
- TSM III, bringing light to dark places (2009)
- New Sound Invasion (2010)
- Underground Southern Conspiracy (2011)

## Videografia

### Video Musicali
- Deep into your eyes
- Devil's Breath
- Bloody Springs